# Годли (Илиноис)
Годли (енгл. Godley) град је у америчкој савезној држави Илиноис.

## Демографија
По попису из 2010. године број становника је 601, што је 7 (1,2%) становника више него 2000. године.
| Група             | 2000.       | 2010.       |
| Белци             | 555 (93,4%) | 549 (91,3%) |
| Афроамериканци    | 1 (0,2%)    | 5 (0,8%)    |
| Азијати           | 0 (0,0%)    | 0 (0,0%)    |
| Хиспаноамериканци | 36 (6,1%)   | 24 (4,0%)   |
| Укупно            | 594         | 601         |